# Богемське скло

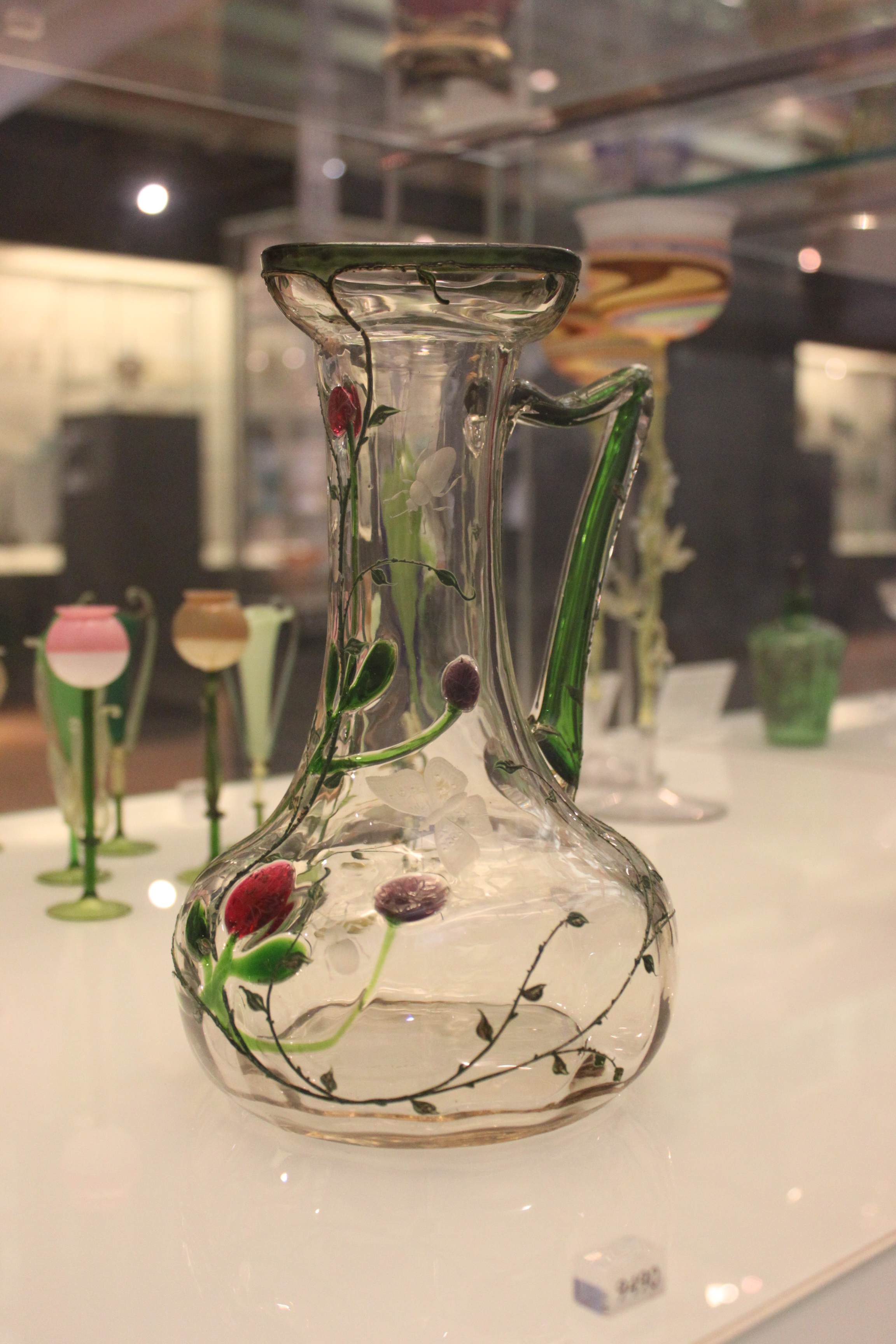

Богемське скло (бемське скло) — дуте скло, яке виготовляється за старовинними традиціями в Богемії, Чехії.

## Історія
Вперше богемське скло згадано в літописах в 1162. Перші цехи склодувів з'являються в кінці XIII століття в населених пунктах Шумава та Крконоше (Гаррахов, Шпіндлерув-Млин), де були ліси та дешеве дерево.
У Середні віки богемське скло славилося своєю якістю та продавалося у Франції, Фландрії, Саксонії. Основним конкурентом Богемії на ринку скляних виробів була Венеція. У XVII столітті Венеція почала здавати свої позиції на ринку скла та скляних виробів, що дозволило чеським виробникам швидко захопити провідні позиції на ринку скла в Європі та розширити виробництво.
У XVIII столітті Йозефом Пальме винайдена кришталева люстра, що послужило новим поштовхом розвитку скляного виробництва на цих землях.
Сьогодні богемське скло — одна з візитівок Чехії.
В результаті постанов ЄС і економічної криза частина склозаводів припинила своє існування.